# Dimitrije Mrihin
Dimitrije Mrihin (Meško, Donska oblast, 1898. – Zagreb, 29. lipnja 1945.), bio je pravoslavni svećenik.
Nakon uspostave NDH i osnutka Hrvatske pravoslavne crkve postaje svećenikom HPC-a u Daruvaru a potom i u Bijeljini. Od rujna 1944. godine do travnja 1945. godine bio je, navodno, među četnicima u Bosni. Nakon sloma NDH uhićen je od novih komunističkih vlasti te od Vojnog suda Komande grada Zagreba, 29. lipnja 1945. godine, osuđen na smrt strijeljanjem.

## Vanjske poveznice
- (engl.) Miloš Obrknežević, Development Of Orthodoxy In Croatia And The Croatian Orthodox Church, prijevod članka iz Hrvatske revije objavljenoga 1979. godine
- Na 66. obljetnicu smrti hrvatskih pravoslavnih svećenika svi umoreni proglašeni su mučenicima-svecima, članak na hrvatskipravoslavci.com